# دين بارنت
دين بارنت (بالإنجليزية: Dean Barnett)‏ هو صحفي أمريكي، ولد في 13 يوليو 1967، وتوفي في 27 أكتوبر 2008 بسبب تليف كيسي.